# Deerfield (Wisconsin)
Deerfield est un village américain situé dans le comté de Dane dans l’État du Wisconsin.

## Traduction
- (en) Cet article est partiellement ou en totalité issu de l’article de Wikipédia en anglais intitulé « Deerfield, Wisconsin » (voir la liste des auteurs).